# آنا كينغزفورد
آنا كينغزفورد (بالإنجليزية: Anna Kingsford)‏ (بوناس قبل الزواج) (16 سبتمبر 1846- 22 فبراير 1888)، هي ناشطة إنجليزية في مجال مناهضة تشريح الأحياء، ونباتية، ومدافعة عن حقوق المرأة.
إنها واحدة من أوائل النساء الإنجليزيات اللاتي حصلن على شهادة في الطب، بعد إليزابيث غاريت أندرسون، وهي طالبة الطب الوحيدة في ذلك الوقت التي تخرجت دون إجراء تجارب على أي حيوان. حصلت على شهادتها من باريس وتخرجت في عام 1880 بعد ست سنوات من الدراسة، حتى تتمكن من مواصلة دفاعها عن الحيوانات من موقع السلطة. كانت أطروحتها الأخيرة بعنوان «تغذية الخضار للبشر» تحدثت فيها عن فوائد «النباتية»، التي نشرت باللغة الإنجليزية باسم «الطريقة المثالية للحمية» عام 1881، وقد أسست جمعية الإصلاح الغذائي في ذلك العام، وسافرت ضمن المملكة المتحدة للتحدث عن النباتية، وإلى باريس وجنيف ولوزان لتقف ضد التجارب على الحيوانات.
كانت كينغزفورد مهتمة بالبوذية والغنوصية، ونشطت في الحركة الثيوصوفية في إنجلترا، وقد أصبحت رئيسة مكتب لندن للجمعية الثيوصوفية في عام 1883. في عام 1884 أسست الجمعية الهرمسية والتي استمرت حتى عام 1887 حين تدهورت صحتها. قالت آنا إنها شاهدت رؤى في حالة تشبه الغيبوبة وأثناء نومها أيضًا؛ جمع إدوارد مايتلاند -الذي كان مساعدها خلال حياتها- هذه الرؤى من مخطوطاتها ونشراتها، ونُشرت بعد وفاتها في كتاب «مكسوّ بالشمس» عام 1889. كانت عرضة للمرض طوال حياتها وتوفيت متأثرة بأمراض الرئة عن عمر يناهز 41 عامًا بسبب ذات الرئة. كانت كتابتها غير معروفة تقريبًا لأكثر من 100 عام بعد أن نشر مايتلاند سيرتها الذاتية «حياة آنا كينغزفورد» عام 1896، على الرغم من أن هيلين رابابورت كتبت في عام 2001 أن حياتها وعملها تُعاد دراستهما مرة أخرى.

## نشأتها
ولدت كينغزفورد في ماريلاند بوينت، ستراتفورد، والتي أصبحت الآن جزءًا من شرق لندن ولكن في ذلك الوقت كانت في إسيكس، والدها جون بوناس تاجر ثري، وزوجته إليزابيث آن شرودر.
كانت طفلة مبكرة النضوج بكافة المقاييس، إذ كتبت قصيدتها الأولى حين كانت في التاسعة من عمرها، و«بياتريس: قصة المسيحيين الأوائل» حين كانت في الثالثة عشرة من العمر. كتبت ديبورا روداسيل أن كينغزفورد كانت تتمتع بصيد الثعالب، حتى قيل إنها شاهدت ذات يوم رؤية لنفسها كثعلب. وفقًا لميتلاند، وُلدت آنا بموهبة التنبؤ، إذ كانت تبصر الأشباح وتتوقع شخصيات الناس وطالعهم، لكن تعلمت أن تخفي ذلك.
تزوجت بابن عمها ألجرنون غودفري كينغزفورد في عام 1867 عندما كانت في الحادية والعشرين من عمرها، وأنجبت ابنتها إيديث بعد عام من زواجها. على الرغم من أن زوجها كان كاهنًا أنجليكانيًا، فقد اعتنقت الكاثوليكية الرومانية في عام 1872.
ساهمت كينغزفورد في مقالات لمجلة «بيني بوست» بين العامين 1868 و1873. ترك لها والدها مبلغ 700 جنيه إسترليني سنويًا، فاشترت عام 1872 صحيفة السيدة الخاصة، وتولت إدارة التحرير فيها، ما جعلها على اتصال مع بعض النساء البارزات في ذلك الوقت، ومن بينهن الكاتبة والنسوية ومناهضة التشريح فرانسيس باور كوب. وقد أثار مقال كتبته كوب حول التشريح في صحفية السيدة الخاصة اهتمام كينغزفورد بالموضوع.

## الدراسات والأبحاث

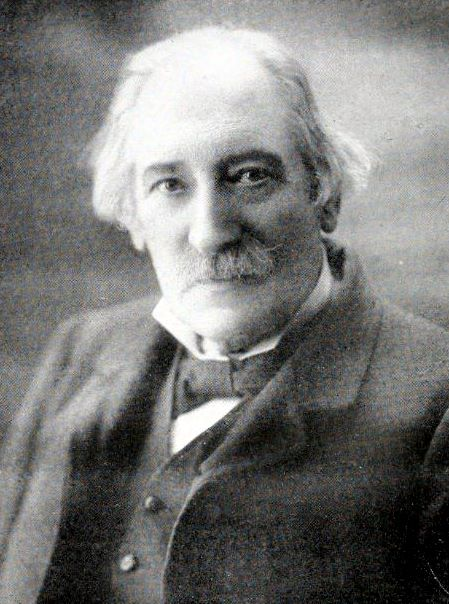
إدوارد ميتلاند، كاتب سيرة آنا كينجسفورد (1846–1888)

في عام 1873 قابلت كينغزفورد الكاتب إدوارد مايتلاند، وهو أرمل شاركها في رفضها للمادية. بدأ الاثنان التعاون بمباركة زوج كينغزفورد، ورافقها مايتلاند إلى باريس عندما قررت دراسة الطب. كانت باريس في ذلك الوقت مركز ثورة في دراسة علم وظائف الأعضاء، معظمها كان بفضل التجارب على الحيوانات، وخاصة الكلاب، معظم تلك التجارب أجريت دون مخدر. كان كلود برنارد (1813-1878)، الموصوف بأنه «أبو الفيزيولوجيا»، يعمل هناك، وله قول شهير أن «عالم الفيزيولوجيا ليس رجلًا عاديًا: إنه عالم، ويمتلك ويستوعب الفكرة العلمية التي يسعى إليها. لا يسمع صرخات الحيوانات، ولا يرى دماءهم المتدفقة، لا يرى سوى فكرته».

كتب والتر غراتزر -وهو أستاذ فخري في الكيمياء الحيوية في كلية كينغ لندن- أن معارضة كبيرة للتشريح قد ظهرت في إنجلترا الفيكتورية، وذلك جزئيًا بسبب الغضب من الأبحاث التي أجريت في فرنسا. تعرض برنارد وغيره من علماء الفيزيولوجيا المعروفين، مثل تشارلز ريتشي في فرنسا ومايكل فوستر في إنجلترا، لانتقادات شديدة بسبب عملهم. اقتحم معارضو التشريح البريطانيون المحاضرات التي ألقاها فرانسوا ماجيندي في باريس، وهو أستاذ برنارد، الذي شرح الكلاب دون تخدير وهو يصرخ عليهم ليصمتوا بينما كان يعمل. كانت زوجة برنارد، ماري فرانسوا برنارد، تعارض أبحاثه بشدة، رغم أنها كانت تمولها من خلال مهرها. وانتهى الأمر بينهما بالطلاق، وأنشأت بعدها جمعية لمكافحة التشريح. كان هذا هو الجو السائد في كلية الطب والمستشفيات التعليمية في باريس عندما وصلت كينغزفورد، بالإضافة إلى عبء كونها امرأة. على الرغم من السماح للنساء بدراسة الطب في فرنسا، لكن روداسيل كتبت أن الفكرة لم تكن موضع ترحيب. وكتبت كينغزفورد إلى زوجها في عام 1874:
«الأمور لا تسير على ما يرام بالنسبة لي. يرفض رئيسي في مستشفى «تشارتيه» بشدة الطلاب من النساء ولا يوارب في إظهار ذلك. جال نحو مئة رجل (كنت المرأة الوحيدة بينهم) ضمن الأجنحة اليوم، وحين وقفنا جميعًا أمامه ليدون أسماءنا، نادى الجميع باستثنائي، وأغلق الكتاب. فقلت له بهدوء: وأنا يا سيدي. فأجابني بحدة: أنت، أنت لست رجلًا ولا امرأةً، لا أريد كتابة اسمك. وقفت صامتة ضمن سكون مميت».
ذهلت كينغزفورد من هول مشاهد وأصوات التجارب على الحيوانات التي شهدتها، فكتبت في 20 أغسطس 1879:
«لقد وجدت جهنم هنا في كلية الطب في باريس، جهنم أكثر واقعية وترويعًا مما رأيته في أي مكان أخر، مشاهد تحقق كل أحلام رهبان العصور الوسطى. كانت فكرة أن الأمر جاءني بقوة يومًا ما حين كنت أجلس في متحف المدرسة، ورأسي بين يدي، أحاول عبثًا إبعاد أصوات الصرخات البائسة التي تطفو أمامي باستمرار... بين الحين والآخر، كصراخ يلامس القلب أكثر من غيره، اندفعت الرطوبة على جبهتي وعلى راحتي، وصليت: اللهم أخرجني من هذا الجحيم؛ لا تدعني أعاني من البقاء في هذا المكان الفظيع».

## وفاتها
كتب آلان بيرت -أحد كتاب سيرتها- أن كينغزفورد قد علقت ضمن أمطار غزيرة في باريس في نوفمبر عام 1886 وهي في طريقها إلى مختبر لويس باستور أحد أبرز علماء التشريح في تلك الفترة. يقال إنها أمضت ساعات ترتدي الملابس الرطبة فتطور الأمر إلى ذات الرئة، ثم إلى مرض السل. سافرت إلى ريفييرا وإيطاليا أحيانًا مع مايتلاند، وأحيانًا أخرى مع زوجها، على أمل أن يساعدها مناخ مختلف على التعافي. في يوليو عام 1887 استقرت في لندن في منزل استأجرته هي وزوجها في 15 حدائق وينستاي، كنسينغتون في لندن، وانتظرت الموت على الرغم من أنها ظلت نشطة فكريًا.
توفيت في 22 فبراير 1888 وهي تبلغ 41 عامًا، ودُفنت في فناء كنيسة سانت إيتا، وهي كنيسة من القرن الحادي عشر في أتشام بالقرب من نهر سيفيرن، كنيسة زوجها. سُجلت عند الوفاة باسم آني كينغزفورد. في زواجها في ساسكس في عام 1867 كان اسمها آني بوناس.